# Меделин
Меделин (порт. Medelim) — район (фрегезия) в Португалии, входит в округ Каштелу-Бранку. Является составной частью муниципалитета Иданья-а-Нова. По старому административному делению входил в провинцию Бейра-Байша. Входит в экономико-статистический субрегион Бейра-Интериор-Сул, который входит в Центральный регион. Население составляет 342 человека на 2001 год. Занимает площадь 30,47 км².
Покровителем района считается Мария Магдалина (порт. Santa Maria Madalena). 